# Dayton Masonic Center

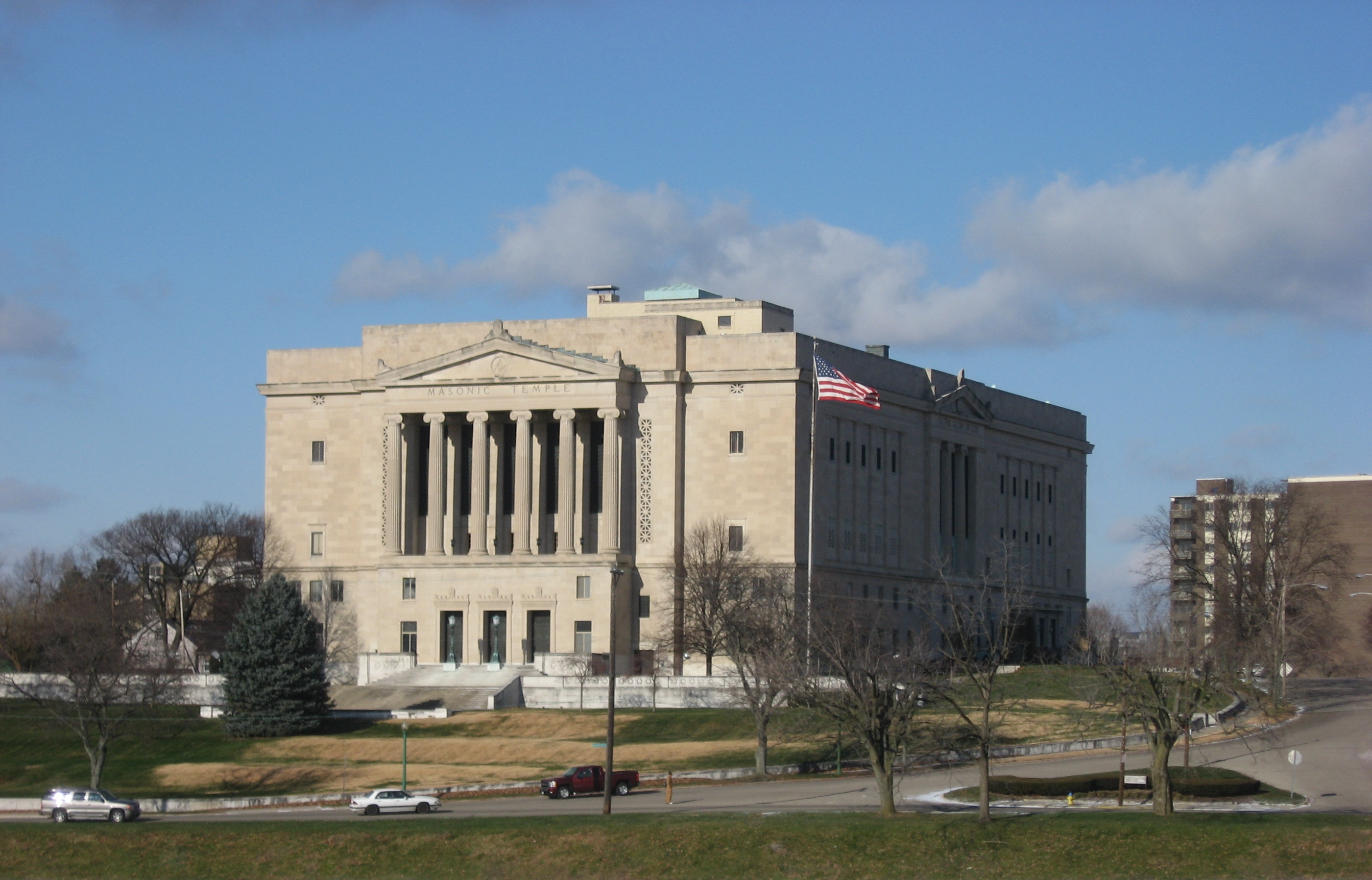
Dayton Masonic Center

Das Dayton Masonic Center, früher Dayton Masonic Temple, ist ein Bauwerk in Dayton, Ohio. Es wurde 1925–26 für 14 freimaurerische Gruppen errichtet, zum Teil in freiwilliger Arbeit der Logenbrüder. Es ist Contributing Property des Steele’s Hill-Grafton Hill Historic District, der seit 1986 im National Register of Historic Places registriert ist. Das mächtige Gebäude im Stil des Neoklassizismus ist auch Teil einer örtlichen architektonischen Schutzzone.